# Musée d'histoire de Jingzhou
Le Musée d'histoire de Jīngzhōu (chinois : 荆州博物馆 ; pinyin : jīngzhōu bówùguǎn) est un musée historique, situé dans le district de Jingzhou, ville-préfecture de Jingzhou, province de Hubei, en Chine couvrant l'histoire de la région, du Paléolithique à l'Antiquité.

## Collections
On trouve notamment dans ses murs :
- Des reproductions des peintures rupestres
- Des objets de différentes périodes, Paléolithique, Néolithique, âge du fer, âge du bronze.
- Des objets de la culture de Daxi essentielle dans l'histoire de la Chine. Ils pratiquaient le culte de la fécondité et des ancêtres.
- De nombreux objets en jade finement sculptés.
- Des objets de la ville à l'époque où elle était ville royale de la dynastie Zhou (Zhou occidentaux).
- Une des rares momies chinoises (avec notamment celle de Mawangdui) du IIe siècle av. J.-C., découverte en 1974 à une centaine de kilomètres de la ville, qui a la particularité, comme les autres momies chinoises, de conserver sa souplesse, son sang, ses entrailles (viscères, cerveau) et en très bon état.
- De nombreuses laques de l'époque des Royaumes combattants.
- Des tissus de soie de l'époque des Royaumes combattants qui ont la particularité d'avoir subi un traitement dont on ne connait plus la technique aujourd'hui, où les fils de soies prennent une forme de ressort à boudin.

## Jardin du musée
Dans son jardin, on peut trouver le temple Kaiyuan, un très vieux temple taoïste, protégé par le patrimoine culturel chinois.
Le jardin comporte également un étang.

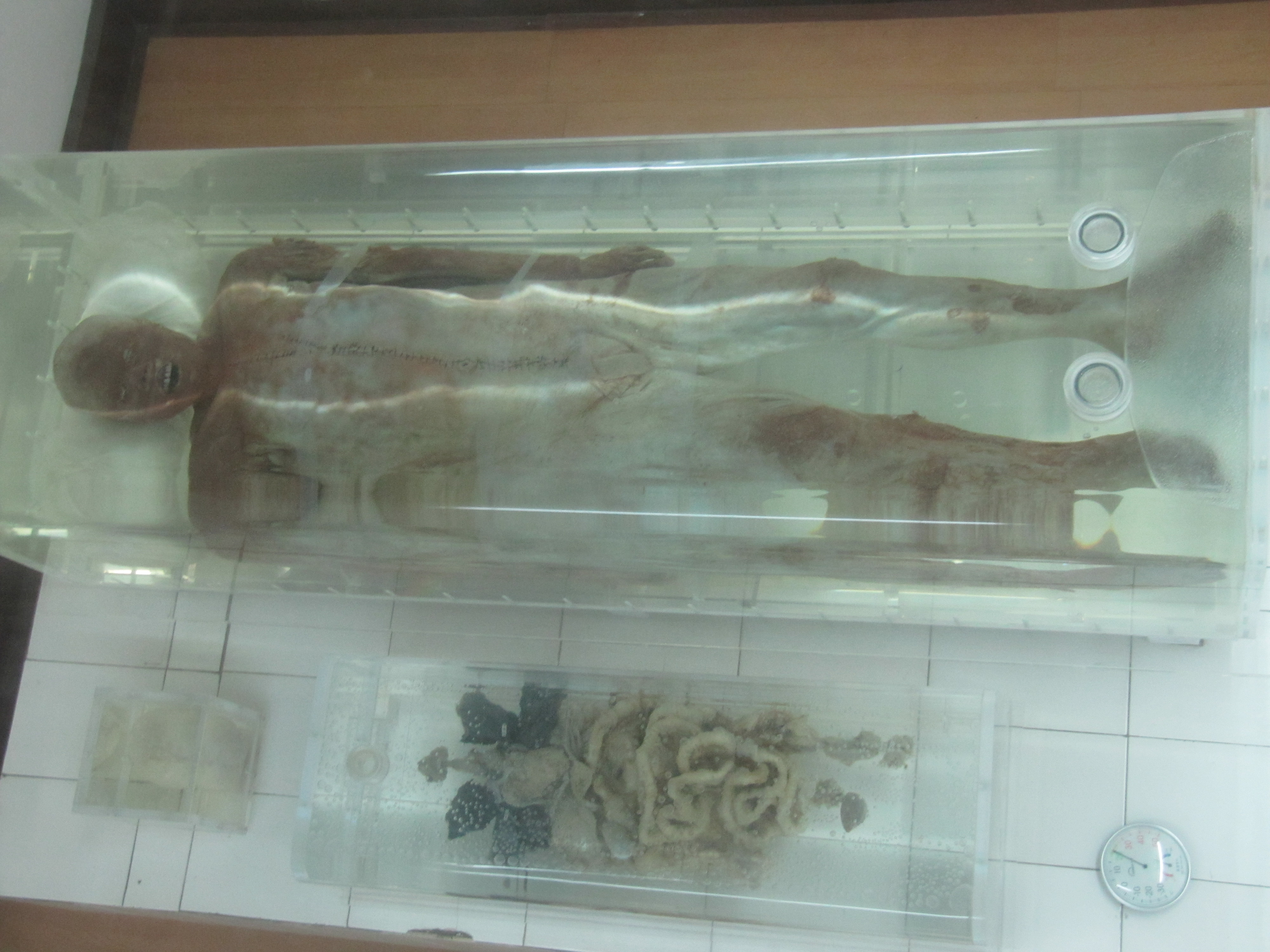
Momie que l'on peut voir dans le musée